# 玛丽·克赖因布列丽
玛丽娜·瓦季莫夫娜·扎丹（1992年8月21日—）是一名俄罗斯乌克兰裔女歌手、词曲作者。其艺名玛丽·克赖因布列丽（俄语：Мари Краймбрери）即便在俄语中也相当复杂难记，因此常有人劝她改换艺名，但她表示这一艺名是小时候自创的，从13岁起她就认同此名胜过自己的本名。
2024年，玛丽·克赖因布列丽参加湖南卫视综艺节目《乘风2024》，进入华语观众的视野。